# سلیمان فایه
سلیمان فایه (انگلیسی: Souleymane Faye؛ زادهٔ ۸ فوریهٔ ۲۰۰۳) بازیکن فوتبال اهل سنگال است.
وی همچنین در تیم‌های ملی فوتبال زیر ۱۷ سال سنگال و سنگال بازی کرده است.